# Glypta jacintana
Glypta jacintana là một loài tò vò trong họ Ichneumonidae.